# Glaucilândia
Glaucilândia är en kommun i Brasilien.   Den ligger i delstaten Minas Gerais, i den sydöstra delen av landet, 500 km öster om huvudstaden Brasília. Antalet invånare är 2 964.
Omgivningarna runt Glaucilândia är huvudsakligen savann. Runt Glaucilândia är det glesbefolkat, med 19 invånare per kvadratkilometer.